# Dolichiscus gaussianus
Dolichiscus gaussianus är en kräftdjursart som först beskrevs av Ernst Vanhöffen 1914.  Dolichiscus gaussianus ingår i släktet Dolichiscus och familjen Austrarcturellidae. Inga underarter finns listade i Catalogue of Life.